# Куглуктук
Куглуктук ( інуїннактун Qurluktuk, інуктитут ᖁᕐᓗᖅᑐᖅ,  англ. Kugluktuk, до 1 січня 1996 року Коппермайн (англ. Coppermine)  ) - село у Канаді у регіоні Кітікмеот території Нунавут. Населення села становить 1 450 людей. У селі є аеропорт.

## Географія
Розташовується на березі затоки Коронейшен, біля впадіння в неї річки Копермайн. На північний захід від села в затоку впадає річка Рей.

### Клімат
Село знаходиться у зоні, котра характеризується кліматом полярних пустель. Найтепліший місяць — липень із середньою температурою 10.9 °C (51.6 °F). Найхолодніший місяць — лютий, із середньою температурою -27.7 °С (-17.9 °F).
| Клімат Куглуктука       | Клімат Куглуктука | Клімат Куглуктука | Клімат Куглуктука | Клімат Куглуктука | Клімат Куглуктука | Клімат Куглуктука | Клімат Куглуктука | Клімат Куглуктука | Клімат Куглуктука | Клімат Куглуктука | Клімат Куглуктука | Клімат Куглуктука | Клімат Куглуктука |
| Показник                | Січ.              | Лют.              | Бер.              | Квіт.             | Трав.             | Черв.             | Лип.              | Серп.             | Вер.              | Жовт.             | Лист.             | Груд.             | Рік               |
| Абсолютний максимум, °C | 0,8               | −1,2              | −0,1              | 9,8               | 19,8              | 31,1              | 34,9              | 29,2              | 22,6              | 13,8              | 2,8               | −0,5              | 34,9              |
| Середній максимум, °C   | −23,2             | −23,4             | −20,7             | −11,4             | −1,3              | 9,9               | 15,6              | 13,1              | 6,5               | −3,5              | −14,8             | −20,3             | −6,1              |
| Середня температура, °C | −27,3             | −27,7             | −25,3             | −16,3             | −5,3              | 5,5               | 10,9              | 9                 | 3,3               | −6,6              | −18,7             | −24,5             | −10,3             |
| Середній мінімум, °C    | −31,4             | −32               | −29,8             | −21,2             | −9,2              | 1                 | 6,1               | 4,8               | 0,1               | −9,8              | −22,6             | −28,6             | −14,4             |
| Абсолютний мінімум, °C  | −47,3             | −47,2             | −47               | −40,2             | −30,2             | −12,1             | −0,8              | −4,4              | −18,9             | −35,4             | −41               | −44,5             | −47,3             |
| Норма опадів, мм        | 10.4              | 8.4               | 9.9               | 10                | 14.6              | 16.6              | 44.5              | 45.1              | 37.8              | 26.5              | 13                | 10.4              | 247.2             |
| Днів з опадами          | 8,6               | 9,1               | 10                | 8,9               | 7,3               | 7,4               | 10,2              | 12,6              | 12,9              | 14,5              | 10,7              | 9,4               | 121,5             |
| Днів з дощем            | 0                 | 0                 | 0                 | 0,2               | 1,9               | 6,8               | 11,5              | 13,1              | 10,5              | 2,3               | 0                 | 0                 | 46,4              |
| Днів зі снігом          | 9,4               | 9,8               | 10,7              | 9,4               | 6,5               | 1,6               | 0,1               | 0,3               | 3,9               | 13,9              | 11,7              | 10,1              | 87,4              |
| ----------------------- | ----------------- | ----------------- | ----------------- | ----------------- | ----------------- | ----------------- | ----------------- | ----------------- | ----------------- | ----------------- | ----------------- | ----------------- | ----------------- |
| Джерело: Weatherbase    |                   |                   |                   |                   |                   |                   |                   |                   |                   |                   |                   |                   |                   |

## Назва
У перекладі з мови інуїннактун назва села Qurluktuk перекладається як "місце води, що тече".

## Населення
Населення села Куглуктук за переписом 2011 року становить 1 450 осіб і для нього характерним є зростання у період від переписів 2001 й 2006 років:
- 2001 рік - 1 212 осіб [5]

- 2006 рік – 1 302 особи [5]

- 2011 рік – 1 450 осіб. [1]

Данні про національний склад населення, рідну мову й використання мов у селі Куглуктук, отримані під час перепису 2011 року, будуть оприлюднені 24 жовтня 2012 року.  Перепис 2006 року дає такі данні: 
- корінні жителі - 1 195 осіб,
- некорінні - 105 осіб.

| Мова              | Кількість населення, осіб |
| Тільки англійська | 880                       |
| Тільки французька | 0                         |
| Інша мова (мови)  | 410                       |

| Мова                                          | Кількість населення, осіб |
| Тільки англійська                             | 1 270                     |
| Тільки французька                             | 10                        |
| Французька і англійська                       | 20                        |
| Не володіють ані англійською, ані французькою | 0                         |

| Мова                         | Кількість населення, осіб |
| Англійська                   | 1 180                     |
| Французька                   | 0                         |
| Неофіційна мова              | 115                       |
| Англійська і неофіційна мови | 10                        |

| Мова                         | Кількість населення, осіб |
| Англійська                   | 580                       |
| Неофіційна мова              | 20                        |
| Англійська і неофіційна мови | 0                         |